# Károly Weichelt
Károly Weichelt (n. 2 martie 1906 - d. 4 iulie 1971) a fost un fotbalist român, care a jucat în Echipa națională de fotbal a României la Campionatul Mondial de Fotbal din 1934 (Italia).